# Diecéze Lutych
Diecéze Lutych (latinsky Dioecesis Leodiensis) je římskokatolická diecéze na území Belgie se sídlem v Lutychu, která je sufragánní vůči arcidiecézi mechelensko-bruselské. Pod její jurisdikcí se nachází belgická provincie Lutych (Liège). Většinu jejích obyvatel tvoří frankofonní Valoni, menšinová část populace je německojazyčná. Jde o nejstarší belgickou diecézi.

## Historie
Původním sídlem diecéze bylo město Tongeren (Atuatuca Tungrorum). V katalozích biskupů se jako první objevuje sv. Maternus Kolínský, který zde zřejmě působil jako misijní biskup ještě před vznikem diecéze. Prvním historicky doloženým biskupem je sv. Servác z Tongeren v roce 346. Podle Řehoře Tourského postavil biskup svatý Monulf katedrálu sv. Serváce v Maastrichstu a přenesl tam sídlo biskupství. Biskup svatý Lambert dokončil evangelizaci pohanského obyvatelstva a byl roku 705 zavražděn v Lutychu. Jeho nástupce sv. Hubert přemístil se souhlasem papeže sídlo biskupství z Maastrichtu do Lutychu, kdy vybudoval katedrálu svatého Lamberta (zničenou za francouzské revoluce). Na sklonku 10. století se biskupství stalo nezávislým knížectvím (Lutyšské knížecí biskupství). V 11. století se Lutych stal jedním z center vzdělanosti tehdejší Evropy. Po francouzské revoluci v roce 1803 definitivně zaniklo knížectví, byla také zničena katedrála sv. Lamberta. V důsledku konkordátu s Napoleonem se v roce 1801 lutyšská diecéze stala sufragánní vůči mechelenské arcidiecézi.